# 相模原市立若草中学校
相模原市立若草中学校（さがみはらしりつわかくさちゅうがっこう）は神奈川県相模原市南区新磯野にある公立中学校である。

## 概要
相模原市の人口増加に伴う生徒数過密解消のため、1983年（昭和58年）4月に相模台中学校、相武台中学校より分離して開校する。相模原市南部に位置している。生徒数188名・10学級（2024年5月1日）である。

## 沿革
- 1983年（昭和58年）4月1日 - 開校
- 1983年（昭和58年）5月1日 - 開校記念日制定
- 1984年（昭和59年）3月1日 - 校章制定
- 1984年（昭和59年）3月29日 - 校旗制定

## 通学区域
- 相模原市南区[2]
  - 新磯野2丁目1番・2番
  - 新磯野1~2361
  - 相模台3丁目2番9号~19号・3番~18番
  - 相模台4丁目4番~14番
  - 相模台5丁目3番~9番
  - 相模台6丁目2番~30番
  - 相模台7丁目19番~44番
  - 相武台団地1丁目

## 進学前小学校
- 相模原市南区[3]
  - 相模原市立相武台小学校（一部は相模原市立相武台中学校へ）
    - 相模台3丁目（2番9号～19号、3番～18番） 、4丁目（4番～14番）、相武台団地1丁目（4番、5番）

  - 相模原市立もえぎ台小学校（一部は相模原市立相武台中学校へ）
    - 相武台団地1丁目（1番、6番、7番）

  - 相模原市立若草小学校（一部は相模原市立麻溝台中学校へ）
    - 新磯野2丁目（1番・2番）、1～2361、相模台（5丁目3番～7番、6丁目 2番～30番、７丁目19番～44番）

## 部活動
- サッカー部
- バスケットボール部
- バレーボール部
- バドミントン部
- 吹奏楽部
- 文化部

## 委員会
- 生徒会本部、評議員会、放送委員会、美化委員会、体育委員会、合唱委員会、選挙管理委員会、（図書ボランティア）